# Lotte Friis
Lotte Friis, född 9 februari 1988 i Hørsholm, är en dansk simmare.
Friis blev olympisk bronsmedaljör på 800 meter frisim vid sommarspelen 2008 i Peking.